# 短剑十字叶虫
短剑十字叶虫（学名：Phyllostaurus siculus）为十字叶虫科十字叶虫属的动物。分布于太平洋、大西洋、地中海以及西沙群岛等。